# Durian Daun (Betung)
Durian Daun is een bestuurslaag in het regentschap Banyuasin van de provincie Zuid-Sumatra, Indonesië. Durian Daun telt 1130 inwoners (volkstelling 2010).